# Carl Maria von Weber
Carl Maria von Weber (n. 18 decembrie 1786, Eutin, Episcopia Lübeckului⁠(d) – d. 5 iunie 1826, Londra, Regatul Unit al Marii Britanii și Irlandei) a fost un compozitor german, creatorul operei romantice germane.
Weber și-a făcut educația muzicală în Salzburg sub îndrumarea lui Michael Haydn. La vârsta de numai 13 ani, în anul 1798, pe când locuia la München în casa de pe Sendlingerstraße 23, Weber a compus prima sa operă, Die Macht der Liebe und des Weins ("Forța dragostei și a vinului"), operă între timp dispărută. Și-a desăvârșit cunoștințele prin contactul cu viața muzicală din diferite orașe, în care a ocupat diverse funcții: Kapellmeister în Breslau, director muzical al operei din Praga, apoi al operei din Dresda. Pianist și dirijor remarcabil, Weber s-a afirmat totodată în domeniul teatrului muzical, fiind - pentru spațiul de cultură germană -  cel mai important compozitor de opere înainte de Richard Wagner și creatorul operei romantice. Cele mai cunoscute dintre cele opt opere ale sale, "Freischütz" (1821), "Euryanthe" (1823) și "Oberon" (1826), au influențat creația succesorilor săi în acest gen. Atmosfera evocatoare, coloritul feeric, conturarea precisă a caracterelor, construcția de ansamblu și sugestivitatea tratării orchestrale conferă operelor sale un farmec deosebit. Weber a mai compus și două simfonii, uverturi, concerte pentru diverse instrumente și orchestră (pian, fagot, clarinet), sonate și piese pentru pian (celebra "Invitație la vals", orchestrată mai târziu de Hector Berlioz).

## Opera sa componistică

### Opere
- Die Macht der Liebe und des Weins, J. Anh. 6, 1798-9, lost;
- Das Waldmädchen, (Das stumme Waldmädchen), J. Anh. 1, 1800, frags; libret de C. von Steinsberg; rev. as Silvana (1810)
- Peter Schmoll und seine Nachbarn, J. 8, 1802; libret de Josef Türk
- Rübezahl, J. 44-6, 1804-5; libretto by J.G. Rhode; 3 nos. survive; ov. rev. 1811 as Der Beherrscher der Geister'
- Silvana, J. 87, 1810; libret de Franz Karl Hiemer
- Abu Hassan, 1811; libret de Franz Karl Hiemer
- Der Freischütz op.77 J.277, 1821; libret de Johann Friedrich Kind
- Euryanthe op.81 J.291, 1823; libret de Helmina von Chézy
- Oberon or The Elf Kings Oath J.306, 1826; libret de James Robinson Planché
- Die drei Pintos J. Anh. 5, 1821, inc; libret de Theodore Hell; libret nou de Carl von Weber (băiatul cel mai mare al compozitorului) și  Gustav Mahler; partitură completată de Mahler bazată pe schițele salvate și o muzică nouă după o piesă muzicală scurtă a lui Weber.

### Piese pentru pian
- Momento capriccioso B-Dur op. 12 J. 56 (1808)
- Grande Polonaise Es-Dur op. 21 J. 59 (1808)
- Rondo brillante Es-Dur op. 62 J. 252 (1819)
- Invitație la vals (Aufforderung zum Tanz) Rondo brillant Des-Dur op. 65 J. 260 (1819)
- Polacca brillante E-Dur op. 72 J. 268 (1819) (versiune orchestrată de Franz Liszt)

### Muzică bisericească
- Missa sancta No. 1 in Eb  J.224 (1818)
- Missa sancta No. 2 in G op.76 J.251 (1818-19)

### Piese vocale cu acompaniament orchestral
- Cantata Der erste Ton for chorus and orchestra op.14 J.58 (1808 / revised 1810)
- Recitative and rondo Il momento s'avvicina for soprano and orchestra op.16 J.93 (1810)
- Hymn In seiner Ordnung schafft der Herr for soloists, chorus and orchestra op.36 J.154 (1812)
- Cantata Kampf und Sieg for soloists, chorus and orchestra op.44 J.190 (1815)
- Scene and Aria of Atalia Misera me! for soprano and orchestra op.50 J.121 (1811)
- Jubel-Cantata for the 50th royal jubilee of King Friedrich August I of Saxony for soloist, chorus and orchestra op.58 J.244 (1818)

### Concerte
- Piano concerto No. 1 in C major op. 11 J.98 (1810)
- Piano concerto No. 2 in E flat major op. 32 J.155 (1812)
- Bassoon concerto in F major op. 75 J.127 (1811 / revised 1822)
- Clarinet concerto No. 1 in F minor op. 73 J.114 (1811)
- Clarinet concerto No. 2 in E flat major, Opus 74 J.118 (1811)
- Grand pot-pourri for cello and orchestra in D major op. 20 J.64 (1808)
- Concertino for clarinet and orchestra in C minor/E flat major, op. 26 J.109 (1811)
- Konzertstück for horn and orchestra in E minor op. 45 J.188 (1815)
- Konzertstück for piano and orchestra in F minor op. 79 J.282 (1821)
- Romanza siciliana for flute and orchestra J.47 (1805)
- Six variations on the theme A Schüsserl und a Reind'rl for viola and orchestra J.49 (1800 / revised 1806)
- Andante and rondo Hungarian for die viola and orchestra J.79 (1809)
- Variations for cello and orchestra in D minor J.94 (1810)
- Adagio and rondo for harmonichord and orchestra in F major J.115 (1811)
- Andante and rondo Hungarian (Andante e Rondo Ongarese) for bassoon and orchestra in C minor op. 35 J.158 (1813) revised as J.79

## Audiții
| (audio)                                                                    | \| Clarinet Concerto No. 2 in E Flat Major, J. 118 - iii. Alla Polacca (info) \| \| Performed by the Skidmore College Orchestra. Courtesy of Musopen \| \| Der Freischutz, J. 277 - Overture (info) \| \| Performed by the Skidmore College Orchestra. Courtesy of Musopen \| \| Probleme în audiția fișierelor? Vezi ajutor media. \| |
| Clarinet Concerto No. 2 in E Flat Major, J. 118 - iii. Alla Polacca (info) | |
| Performed by the Skidmore College Orchestra. Courtesy of Musopen           | |
| Der Freischutz, J. 277 - Overture (info)                                   | |
| Performed by the Skidmore College Orchestra. Courtesy of Musopen           | |
| Probleme în audiția fișierelor? Vezi ajutor media.                         | |

## În cultura populară
Carl Maria von Weber este interpretat de Peter Arens în filmul german din 1956 Durch die Wälder durch die Auen (regia G. W. Pabst).